# Pepín Jiménez
José Jiménez Alcázar, (Lorca, Murcia, 9 de septiembre de 1960), conocido como Pepín Jiménez en los carteles, es un torero español.

## Novillero
Su debut con picadores se produjo en Cartagena el 6 de abril de 1979. Participó en 19 novilladas en ese año, ascendiendo a 21 en 1980. El día de su presentación en Las Ventas de Madrid, el 18 de mayo de 1981, dio una vuelta al ruedo tras su primer novillo y cortó una oreja a su segundo. Volvió a la misma plaza el 28 de mayo y, pese a fallar con el estoque, fue ovacionado en su primero y dio la vuelta al ruedo tras su segundo.

## Matador de toros

### Alternativa
El 5 de septiembre de 1981 Pepín Jiménez comenzó su carrera de torero en Murcia. Paco Camino le dio la alternativa y Dámaso González fue testigo de ello. Logró cortar una oreja a cada uno de los dos toros de Juan Pedro Domecq que lidió.
Toreó de nuevo en Murcia dos días más tarde, recibiendo una cornada en el muslo derecho. Un importante triunfo lo obtuvo durante la Feria del Pilar de Zaragoza al cortar tres orejas el 13 de octubre. Terminó la temporada europea con 37 novilladas y 14 corridas de toros, tras lo cual toreó en Venezuela y Colombia.
El 21 de mayo de 1982 confirmó la alternativa durante la Feria de San Isidro. El padrino fue Rafael de Paula y el testigo, Vicente Ruiz "El Soro". Pepín Jiménez dio la vuelta al ruedo tras la faena que le hizo a su segundo toro.

### Temporadas 1982-1986
Pese a que en su primera temporada completa como matador de toros lidió 30 corridas, entre las que hubo triunfos como las cuatro orejas y un rabo cortados en Almería el 25 de agosto o las tres orejas en Murcia el 5 de septiembre, en las dos siguientes temporadas disminuyeron ampliamente sus apariciones.
Tanto en 1983 como en 1984 hizo 11 paseíllos, principalmente en plazas del sudeste español. Algunas de sus actuaciones más destacadas fueron nuevamente en Almería, cortando tres orejas el 15 de mayo de 1983, y en Murcia, donde cortó otras tres orejas el 11 de septiembre del mismo año.
Ascendió a 31 festejos en 1985, año en el que sus mayores triunfos los tuvo en plazas menores como las de Calasparra, Lorca, Hellín y Huércal-Overa. Ese invierno marchó a Perú para participar en algunas corridas.
En 1986 sumó 27 corridas. Al igual que en la temporada anterior, actuó en varias ferias importantes, entre las cuales destacaron sus dos tardes en la de San Isidro. El 11 de mayo recibió una fuerte ovación por la faena que le hizo a su primer toro, aunque luego recibió pitos con su segundo toro. Mejor fue la tarde del 18 de mayo, en la que cortó una oreja a su primer toro y fue ovacionado en su segundo. A lo largo de la temporada, otros triunfos los obtuvo de nuevo en Murcia, al cortar tres orejas en una corrida televisada en directo el 2 de abril, y en Almería, al cortar dos orejas el 28 de agosto.

### Temporadas 1987-1994
A partir de 1987 Pepín Jiménez redujo considerablemente sus apariciones en los ruedos. Toreó catorce corridas en 1987, diez en 1988, ocho en 1989, ocho en 1990, nueve en 1991, nueve en 1992, siete en 1993 y siete en 1994.
A pesar de ello, su presencia era frecuente en las ferias de Murcia y Las Ventas de Madrid, plaza en la que era un torero respetado. También solía tener buenas actuaciones en la feria de su ciudad natal. Destacó en jornadas como las del 29 de agosto de 1987, en la que cortó tres orejas en Almería; el 9 de septiembre de 1988, cuando cortó dos orejas en Murcia; el 12 de octubre de 1990 en Madrid, o el 27 de julio de 1991 en El Puerto de Santa María, donde salió a hombros tras cortar dos orejas. El 14 de agosto de 1991, tras haberle cortado una oreja a su primer toro, recibió una cornada de su segundo durante una corrida nocturna celebrada en Sevilla, volviendo a los ruedos pocas semanas después.
Tres corridas toreó en Madrid en 1993. En la primera de ellas, el 4 de abril, cortó una oreja, lo que le sirvió para ser contratado para la Feria de San Isidro, donde lidió tres toros el 30 de mayo, con un balance de aplausos en el primero y el tercero, y pitos en el segundo. Tampoco triunfó el 20 de junio ante toros de Victorino Martín, y no volvió a torear en cosos importantes hasta el 5 de junio del año siguiente, día en el que se le pitó en Madrid.

### Temporadas 1995-1997
Las actuaciones de Pepín Jiménez durante 1995, diecisiete, continuaron siendo reducidas, pero la calidad de algunas de sus faenas en Las Ventas de Madrid hizo que fuese contratado varias veces para torear en esta plaza. También toreó en alguna otra plaza importante, como la de Vitoria y la Monumental de Barcelona. El 4 de junio, durante la Feria de San Isidro, cortó una oreja a un toro al que, según cuenta El Cossío, «toreó francamente bien al natural, con un gusto exquisito y con una elegancia que ya no es frecuente». Fueron un total de cinco corridas en Las Ventas, de entre las que también destacó la del 27 de septiembre en la Feria de Otoño, en la que cobró una oreja por una faena en la que, de nuevo según palabras de El Cossío, «sobresalieron dos tandas, una por cada pitón, y un monumental pase de pecho mirando al tendido que hizo brotar el olé más sentido que se ha escuchado en las últimas temporadas venteñas».
Sin embargo, a Pepín Jiménez le faltaba regularidad, como nuevamente quedó demostrado en la temporada de 1996, en la que sólo toreó en nueve ocasiones, tres de ellas en Madrid. Fue ovacionado en sus dos apariciones en la Feria de San Isidro y cortó una oreja durante la Feria de Otoño. Tuvo un buen final de temporada, pues también cortó dos orejas el 17 de septiembre en Murcia, en una tarde en la que fue cogido por su segundo toro.
Esto le sirvió para lograr más contratos y torear veinticuatro tardes durante 1997, otro año que estuvo marcado por la irregularidad de triunfos. Hizo cuatro paseíllos en Madrid, destacando su actuación el 3 de junio durante la Feria de San Isidro y la oreja que cortó el 5 de octubre durante la Feria de Otoño. Toreó en otras plazas importantes, como las de Málaga y Barcelona, pero sus mayores triunfos los obtuvo en plazas murcianas.

### Temporadas 1998-2002
El diestro descendió sus actuaciones hasta nueve en 1998. En las dos tardes que toreó en Madrid fueron silenciadas sus faenas. Tan sólo obtuvo un triunfo de relieve el 12 de abril al cortar tres orejas en Murcia.
Comenzó bien la campaña de 1999, lo que le sirvió para sumar un total de veintisiete festejos a lo largo del año. Toreó dos tardes en la Feria de San Isidro y una en la Feria de Otoño, en la que cortó una oreja. El 26 de septiembre indultó un toro en Lorca. En octubre toreó en la Feria de El Pilar de Zaragoza y en la Feria de San Lucas de Jaén sin conseguir trofeos.
Dieciocho paseíllos hizo en el año 2000. Resultó herido en Lorca el 19 de marzo y estuvo alejado de los ruedos durante más de un mes. Las dos tardes que toreó en la Feria de San Isidro escuchó pitos, y el mayor triunfo que logró fue la salida a hombros en Murcia el 10 de septiembre.
Entre las trece tardes que toreó en 2001, incluyendo dos en Madrid, no consiguió ningún triunfo relevante. 2002 fue, con treinta y dos festejos, el año de su carrera en el que más toreó, aunque las únicas plazas de primera categoría que pisó fueron las de Madrid y Barcelona. Sumó 34 orejas pero, exceptuando una que obtuvo en Jaén, las demás fueron en plazas de tercera categoría.

### Retirada
Apoderado por el empresario murciano Ángel Bernal y con muchos festejos previstos, la temporada de 2003 se presentaba interesante para el torero. Su anterior apoderado, Víctor López Caparrós, ya había intentado relanzar su carrera. El diestro lorquino llevaba nueve corridas y ocupaba uno de los primeros lugares del escalafón de matadores de toros cuando el 22 de marzo en Aranjuez sufrió una lesión que le apartaría definitivamente de los ruedos. Una res de Fernando Peña le levantó los pies del suelo, rompiéndose al caer los ligamentos y el menisco de la rodilla derecha.
Desde entonces, Pepín Jiménez ha seguido ligado al mundo del toro, apoderando a otros matadores.